# 아르만도 리베이로
아르만도 리베이로 데 아기아르 말다(스페인어: Armando Ribeiro de Aguiar Malda, 1971년 1월 16일, 바스크 주 소펠라나 ~)는 흔히 아르만도(스페인어: Armando)로도 알려진 스페인의 전직 축구 선수로, 골키퍼로 활약했었다.
그는 현역 20년 중 대부분을 카디스(도합 9시즌, 스페인의 1부에서 3부 리그에 모두 출전)에서 보냈고, 아틀레틱 빌바오에서 라 리가 4시즌에 참가한 뒤 현역에서 은퇴하였는데, 그는 빌바오 소속으로 총 44경기에 출전했다.

## 축구 경력
아르만도는 비스카이아 도 소펠라나 출신이다. 여러 하부 리그 구단 소속으로 활약하던 그는 알라베스에서 2부 리그 소속으로 3년을 보냈지만 별 인상을 남기지 못했고, 카디스에서 9년을 보내면서 2004-05 시즌에는 2부 리그 최우수 골키퍼로 선정되었고, 이듬해 라 리가에서도 붙박이 주전으로 활약했지만, 안달루시아 연고 구단은 1년 만에 2부 리그로 강등되었다.
2008년 1월, 카디스는 주전 골키퍼 고르카 이라이소스를 무릎 부상으로 잃은 아틀레틱 빌바오에 아르만도를 수혈하여 6개월 동안 공백을 메우게 했다. 3월 15일, 베티스와의 원정 경기에서, 그는 20분을 남기고 2-1로 빌바오가 앞서가는 와중에 베티스 관중이 던진 병을 맞았다. 그는 눈두덩이에 난 상처를 여섯 바늘 꿰메야 했고, 스페인 왕립 축구 연맹은 아틀레틱의 몰수승을 선언했다.
시즌 말, 그는 임대 기간이 끝나고 바스크 연고 구단으로 완전 이적하였고, 이라이소스가 복귀하면서 이냐키 라푸엔테에 서열에서 앞선 아르만도는 후보 골키퍼가 되었다. 그는 2008-09 시즌에 단 두 차례 출전했는데, 한 번은 2009년 2월 28일에 1-2로 패한 세비야와의 안방 경기로, 호아킨 카파로스 감독은 당시 코파 델 레이 준결승 2차전을 앞두고 주전 선수를 모두 뺐고, 그가 출전한 나머지 경기는 또 세비야 연고 구단과의 경기였는데, 베티스와의 산 마메스 안방 경기에서 1-0으로 이겼는데, 이 경기도 같은 사유로 출전했다.(바르셀로나와의 코파 델 레이 결승전 대비)
3경기에 출전한(이 중 2경기는 코파 델 레이 경기이고, 나머지 한 경기는 리그 최종전이었다) 2009-10 시즌 후, 아르만도는 은퇴하였다. 그의 마지막 리그 경기는 2010년 5월 15일, 라싱 산탄데르와의 경기로, 39세 119일로 구단 역사상 최고령 출전 선수로 기록을 경신했다. 그 후, 그는 다음 시즌에 감독진의 일원으로 합류했다.

## 사생활
2016년 10월, 아르만도는 바스코니아(아틀레틱 빌바오의 유소년 [[팜팀|위성 구단)의 골키퍼 코치를 역임했는데, 비토리아와의 경기에서 그의 아들 알라인과 적수로 만났었다. 알라인은 비토리아의 미드필더로 2017년 3월에 그의 부친과 재회했다.
그의 작은 아들 이반도 축구선수로, 아틀레틱 레사마의 유소년부를 거쳤고, 다노크 바트에서도 활약했다.